# Горско
Горско (болг. Горско) — село в Болгарии. Находится в Хасковской области, входит в общину Ивайловград. Население составляет 0 человек.

## Политическая ситуация
Кмет (мэр) общины Ивайловград — Стефан Иванов Танев (коалиция партий: Болгарская социалистическая партия, Болгарская социал-демократия, Земледельческий союз Александра Стамболийского, политический клуб «Фракия», объединённый блок труда) по результатам выборов.